# One Desire (группа)
One Desire — финская англоязычная хард-рок-группа, основанная в 2012 году. В состав группы входят гитарист и вокалист Андре Линман, ранее игравший в Sturm und Drang, барабанщик Осси Сивула, гитарист Джимми Вестерлунд, бас-гитарист Йонас Кухлберг.

## История
Группа была основана в 2012 году барабанщиком Осси Сивула. Состав ее был нестабильным до тех пор, пока в 2014 году в коллектив не вошёл Джимми Вестерлунд, ранее продюсировавший Negative, Sturm und Drang, Joel Madden, Good Charlotte, Pitbull и только что вернувшийся в Финляндию из Лос-Анджелеса. Группа пригласила его, чтобы он спродюсировал несколько песен. После записи трёх песен в новом музыкальном стиле им удалось привлечь внимание Серафино Перуджино, владельца и руководителя A&R в Frontiers Music Srl. Группе не хватало яркого вокалиста, и Джимми предложил на это место своего знакомого Андре Линмана из группы Sturm und Drang. Музыканты записали пару новых песен с новым звуком, который скоро превратился в узнаваемое звучание One Desire. Сивула и Линман предложили Джимми официально присоединиться к группе в 2016 году, вскоре после этого в ее состав вошел талантливый бас-гитарист Йонас Кухлберг. После записи нескольких удачных песен ("Hurt", "This Is Where The Heartbreak Begins") группа вышла на уровень довольно широкой известности и в 2017-м выпустила первый альбом.

## Состав
- Андре Линман (фин. André Linman) — гитарист и вокалист, родился 28 февраля 1992 года в городе Вааса. В 2004 году создал хэви-металлическую группу Sturm und Drang, добившейся значительного коммерческого успеха в Финляндии и в Европе в целом.
- Осси Сивула (фин. Ossi Sivula) — барабанщик, основатель группы.
- Джимми Вестерлунд (фин. Jimmy Westerlund) — финский музыкальный продюсер, автор песен и гитарист, родом из Лапвяяртти. Вестерлунд продюсировал все альбомы Sturm und Drang.
- Йонас Кухлберг (фин. Jonas Kuhlberg)– финский бас-гитарист из города Пиетарсаари, играл в группах Cain’s Offering, The Dark Element, MyGrain.

## Дискография
- One Desire (2017)
- Midnight Empire (2020)